# Морской черенок
Морской черенок (лат. Siliqua patula) — вид морских двустворчатых моллюсков из семейства Pharidae отряда Adapedonta.

## Описание
В южной части своего ареала вид имеет удлинённую, узкую, продолговатую раковину, длина которой составляет от 7,6 до 15 см, на Аляске найден экземпляр длиной до 28 см.

## Распространение
Вид обитает вдоль западного тихоокеанского побережья от восточных Алеутских островов, Аляски до Писмо-Бич в Калифорнии. Населяет приливную зону песчаных пляжей на максимальной глубине до 9,1 м.

## Значение
Съедобный моллюск, употребляемый в пищу человеком.